# Mod Afgrunden
Mod Afgrunden (originaltitel A Lost Lady) er en amerikansk stumfilm fra 1924 af Harry Beaumont.

## Medvirkende
- Irene Rich som Marian Forrester
- Matt Moore som Neil Herbert
- June Marlowe som Constance Ogden
- John Roche som Frank Ellinger
- Victor Potel som Ivy Peters
- George Fawcett som Forrester
- Eva Gordon som Bohemian Mary
- Nanette Vallon
- Estelle Bradley